# Chelles (Sena y Marne)
Chelles es una localidad y comuna francesa situada en el departamento de Sena y Marne, en la región de Isla de Francia.
Chelles se encuentra en el área suburbana oriental de París y a 18.5 km de su centro
La comuna de Chelles es parte del sector de "Porte de Paris", uno de los cuatro sectores de la nueva ciudad de Marne-la-Vallée.
Los habitantes son llamados con el gentilicio en francés de Chellois.

## Historia
Chelles alberga importantes restos de una etapa cultural del paleolítico que fueron estudiados por el antropologista pionero del siglo XIX Louis Laurent Gabriel de Mortillet (1821-1898) y quien bautizó al periodo como "Chellense", aunque posteriormente esta denominación caería en desuso en favor de abbevilliense
La villa que era conocida como Calae durante el periodo romano fue una de las residencias del rey franco Clodoveo I. La reina Batilde, esposa de Clodoveo II que más tarde sería santificada, fundó en el siglo VII la abadía merovíngia de "Notre-Dame-des-Chelles", en gran parte demolida durante la Revolución francesa. 

## Demografía

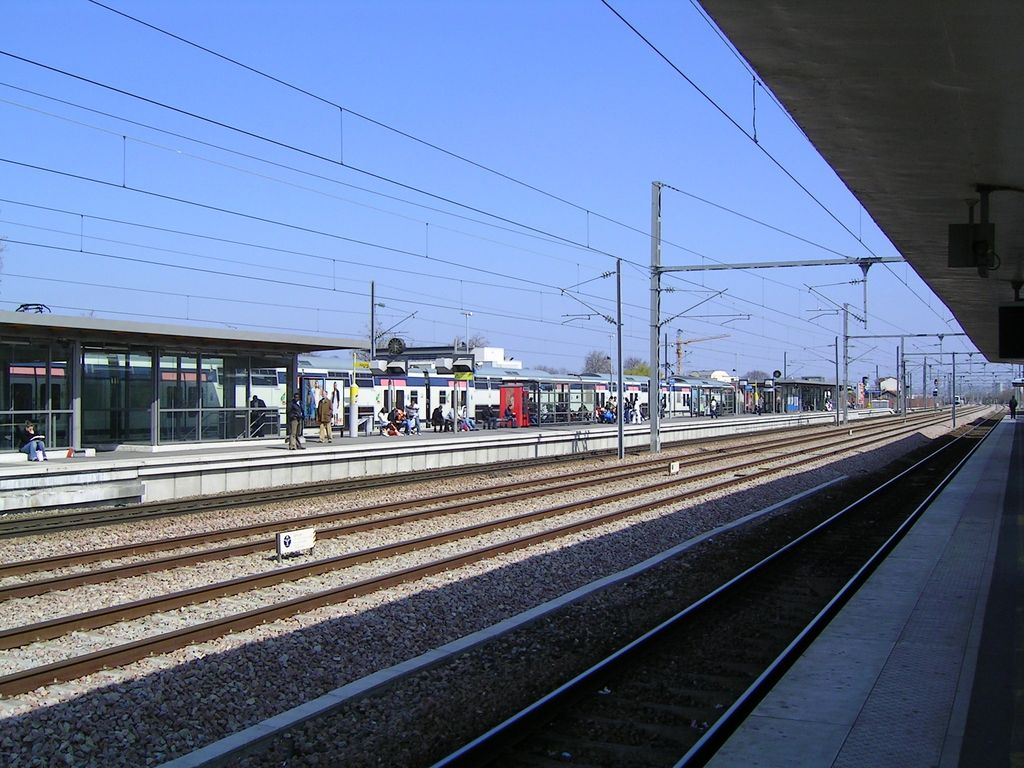
La estación de Chelles-RER E.

| 1 110 | 865 | 1 241 | 1 179 | 1 632 | 1 557 | 1 700 | 1 700 | 1 770 | 1 914 | 2 165 | 2 150 | 2 500 | 2 702 | 3 001 | 2 911 | 3 414 | 3 952 | 4 683 | 5 367 | 6 805 | 9 716 | 13 158 | 14 658 | 14 378 | 19 539 | 28 382 | 33 281 | 36 516 | 41 838 | 45 365 | 45 399 | 51 035 |
| Para los censos de 1962 a 1999 la población legal corresponde a la población sin duplicidades (Fuente: INSEE [Consultar]) |     |       |       |       |       |       |       |       |       |       |       |       |       |       |       |       |       |       |       |       |       |        |        |        |        |        |        |        |        |        |        |        |

## Transporte
Chelles está servida por la estación Chelles – Gournay en la RER línea E de París y en la línea raíl suburbana Transilien Paris – Est.